# Закон необоротності взаємодії людина – біосфера
Закон незворотності взаємодії людина — біосфера, сформульований П. Дансеро (1957) закон, згідно з яким частина відновлюваних природних ресурсів (тварин, рослин) може стати вичерпаною, невідновлюваною, якщо Людина при нераціональних сільськогосподарських, гідротехнічних, промислових та ін. заходах зробить неможливими їх життєдіяльність і відтворення. Так, неконтрольоване полювання на стеллерову корову привело до її зникнення як біологічного виду. Те ж саме відбулося і з багатьма іншими видами тварин і рослин. В цілому за останні майже 400 років з лиця Землі зникло понад 160 видів ссавців і птахів.
В даний час, за даними МСОП, в результаті руйнівної людської діяльності щорічно зникає по одному виду тварин чи рослин. Необхідність охорони генофонду всіх видів рослин і тварин, що нині ростуть і живуть на нашій планеті, очевидна.

## Основні праці П. Дансеро
- Dansereau P.M. The scope of biogeography and its integrative levels // Rev. Canad. Biol. — 1951. — Vol. 10, N 1. — P. 8-32.
- Dansereau P.M. Biogeography; an ecological perspective. — N. Y. : Ronald Press Co, 1957. — 394 p.
- Dansereau P.M. A universal system for recording vegetation // Contrib. l'Inst. botan. l'Univ. Montréal. — 1958. — N 72. — P. 1-57.
- Dansereau P. Essai de classification et de cartographie écologique des espaces. — Québec : Lab. d'écol. forest., Univ. Laval, 1985. — xiv, 146 p.
- Dansereau P., Lems K. The grading of dispersal types in plant communities and their ecological significance // Contrib. l'Inst. botan. l'Univ. Montréal. — 1957. — N 71. — P. 1-52.